# Dedê
Dedê (auch Dede, Dedé oder Dédé; bürgerlich Leonardo de Deus Santos; * 18. April 1978 in Belo Horizonte) ist ein brasilianischer Fußballtrainer und ehemaliger Fußballspieler. Der linke Außenverteidiger stand von 1998 bis 2011 bei Borussia Dortmund unter Vertrag und absolvierte mehr als 300 Bundesligaspiele für den BVB. Mit den Dortmundern wurde er zwei Mal Deutscher Meister. Er hat ein Länderspiel für die brasilianische Fußballnationalmannschaft vorzuweisen.

## Leben und Karriere

### Jugendzeit
Leonardo de Deus Santos wuchs als zweiter von sechs Brüdern, von denen Lucas Dedê (Cacá) und Leandro später ebenfalls Fußballprofis wurden, in einer Favela der Millionenmetropole Belo Horizonte auf. Schon als Kind war er mit Lincoln befreundet. Dedê begann im Alter von vier Jahren mit dem Fußballspielen. Mit acht Jahren bestritt er gemeinsam mit Soãres und seinem Bruder Leandro ein Probetraining bei Atlético Mineiro. Zur selben Zeit verdiente er bereits mit diversen Arbeiten am Lebensunterhalt seiner Familie mit. Die Schule besuchte er sieben Jahre lang, musste dabei aber dreimal wiederholen. Dedê war als Jugendlicher in bis zu vier Vereinen gleichzeitig aktiv und kam so zu unzähligen Trainingseinheiten pro Woche und bisweilen gar zu mehreren Spielen an nur einem Tag.

### Profikarriere
Dedê begann seine Profikarriere 1996 bei Atlético Mineiro. 1997 wurde er vom Fußballmagazin Placar mit einer Bola de Prata, einem Silbernen Ball, als bester Spieler auf seiner Position in der brasilianischen Liga ausgezeichnet und in die Olympiaauswahl Brasiliens berufen.
Im Juli 1998 wechselte er als 20-Jähriger zu Borussia Dortmund, wo er sein Debüt am 14. August 1998 gab, als er von Trainer Michael Skibbe im Spiel gegen den VfB Stuttgart in die Startelf gestellt wurde, doch aufgrund einer Verletzung bereits in der 13. Minute für Vladimir But wieder ausgewechselt wurde. Dedes Bruder Leandro stand von 2002 bis 2004 ebenfalls bei Borussia Dortmund unter Vertrag.

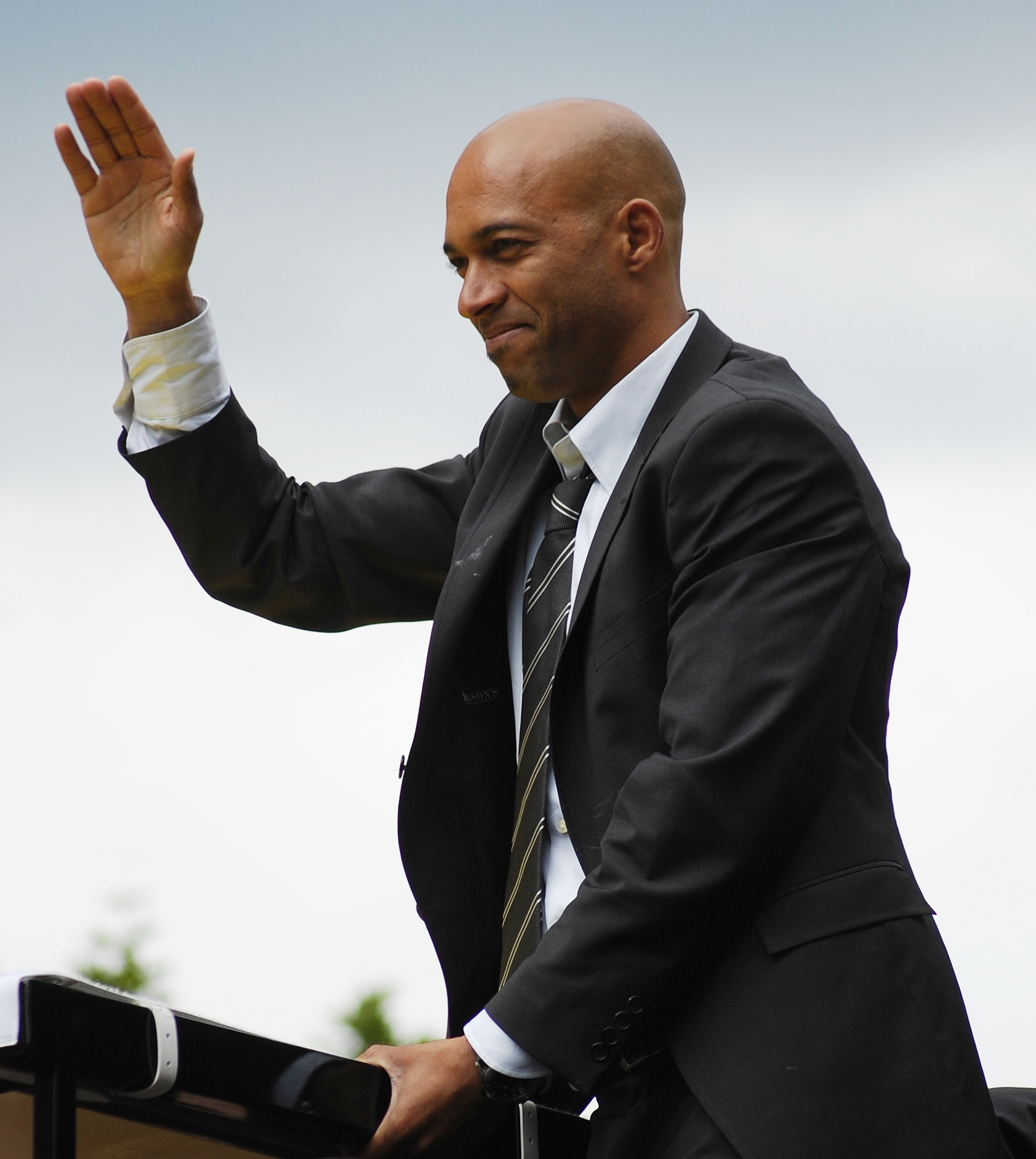
Leonardo de Deus Santos bei der Meisterfeier von Borussia Dortmund 2011

Mit Dortmund wurde Dedê 2002 und 2011 Deutscher Meister und erreichte das Finale des UEFA-Cups 2001/02. Er lief traditionell mit der Rückennummer 17 auf, mit der er zusätzlich auch Autogramme signiert.
Seit dem 23. Oktober 2007 besitzt Dedê die deutsche Staatsbürgerschaft.
Mit Borussia Dortmund stand er am 19. April 2008 im DFB-Pokal-Finale in Berlin, welches die Mannschaft mit 1:2 nach Verlängerung gegen den FC Bayern München verlor.
Am ersten Spieltag der Bundesligasaison 2008/09 (3:2-Erfolg des BVB in Leverkusen) zog sich Dedê einen Kreuzbandriss zu, die schwerste Verletzung seiner langen Karriere. Am 7. März 2009 gab er beim Auswärtsspiel in Stuttgart (1:2-Niederlage des BVB) sein Comeback.

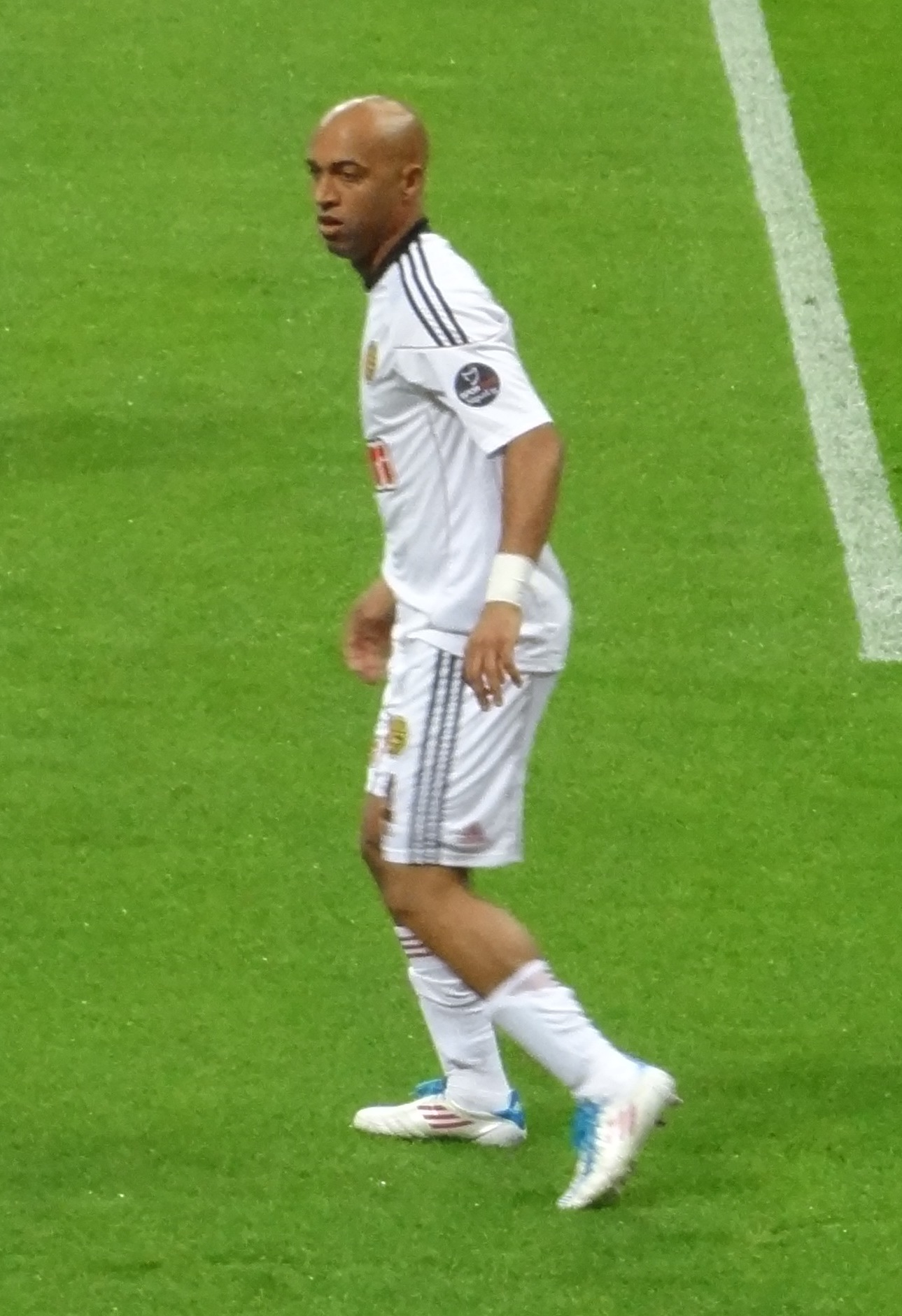
Dedê im Trikot von Eskişehirspor (2011)

Im März 2011 gab Borussia Dortmund bekannt, dass der Ende Juni 2011 auslaufende Vertrag mit Dedê nicht verlängert werde. Er wechselte zur Saison 2011/12 in die Türkei zu Eskişehirspor und arbeitete damit nach elf Jahren wieder mit Michael Skibbe, seinem ersten Trainer in der Dortmunder Zeit, zusammen. Sein erstes Pflichtspiel für den Verein absolvierte Dedê am 10. September 2011 gegen Beşiktaş Istanbul. Den ersten Torerfolg konnte er beim 4:0-Erfolg in Sivas (September 2011) feiern. Er erzielte das 1:0 in der 18. Spielminute durch einen direkt verwandelten Freistoß. Bei diesem Verein beendete er im Sommer 2014 seine Karriere als Spieler. In der nächsten Saison wurde Dedê bei Eskişehirspor als Co-Trainer angestellt.

### Abschiedsspiel
Am 5. September 2015 veranstaltete Dedê sein Abschiedsspiel im Westfalenstadion, dem Stadion seines langjährigen Vereins Borussia Dortmund, mit dem er sich für die Zuneigung, die die Dortmunder Fans ihrem Publikumsliebling entgegengebracht haben, bedankte. Das Spiel fand vor einer Rekord-Kulisse von 81.359 Zuschauern statt und war damit europaweit das bestbesuchte Abschiedsspiel eines ehemaligen Profifußballers. Auf dem Platz stand eine sogenannte „Dede Weltauswahl“ mit überwiegend ausländischen, zumeist brasilianischen Profis wie Julio Cesar, Tinga, Ewerthon, Evanilson, Lincoln, Paulo Sergio, Marcio Amoroso, Ailton sowie Jan Koller, Alex Frei und Miki Stevic. Gegner war die „Dede Nationalelf“; das Team bestand aus überwiegend deutschen ehemaligen Mit- oder Gegenspielern Dedês wie z. B. Thomas Häßler, Roman Weidenfeller, Kevin Großkreutz, Jens Lehmann, Otto Addo, Knut Reinhardt, Torsten Frings, Lars Ricken, Heiko Herrlich, Kevin Kurányi oder Sergej Barbarez. Dedê selbst spielte volle 90 Minuten mit, jeweils eine Halbzeit pro Mannschaft. Das Spiel endete 14:11 für die „Dede Weltauswahl“. Ein Teil des Erlöses kommt der BVB-Stiftung „leuchte auf“ zugute.

### Nationalmannschaft
Für die brasilianische Fußballnationalmannschaft spielte Dedê einmal im Jahr 2004 beim 4:1-Erfolg gegen Ungarn.

## Erfolge
- 2 × Deutscher Meister: 2001/02, 2010/11
- 1 × Gewinner der Copa Conmebol: 1997
- 1 × DFB-Hallen-Pokal-Sieger: 1999
- 1 × UEFA-Pokal-Finalist: 2001/02
- 1 × DFB-Pokal-Finalist: 2007/08
- 1 × Deutscher Supercup-Sieger: 2008
- 1 × DFL-Ligapokal-Finalist: 2003

## Persönliches
Dedê wird von seinen brasilianischen Landsleuten „der Deutsche“ oder auch „der brasilianische Preuße“ genannt, weil er die deutsche Lebensweise und Mentalität verinnerlicht hat. Dieses spiegelt sich in einem Zitat im Rahmen eines Interviews der Ruhr-Nachrichten wider: „Später möchte ich wieder in Brasilien leben und viele Kinder haben. Diese sollen aber in Deutschland eine Lehre machen oder studieren, damit sie lernen, dass ein 9-Uhr-Termin um 9 Uhr stattfindet und nicht erst um 11 Uhr oder 12 Uhr.“